# Scott Tucker (empresario)
Scott Tucker (nacido el 5 de mayo de 1962 en Kansas City, Misuri) es un, exempresario y piloto de automovilismo aficionado, actualmente convicto por chantaje.
En 2001, fundó un negocio en línea, AMG Services, que realizaba préstamos de día de pago incluso en estados donde estos préstamos de alto interés y bajo interés estaban restringidos o eran ilegales. El negocio, que generó más de 3.500 millones de dólares de ingresos solo desde 2008 hasta junio de 2013. Finalmente, concedió préstamos a al menos 4,5 millones de estadounidenses. Cuando los reguladores estatales intentaron cerrar sus operaciones, llegó a acuerdos con las tribus de nativos americanos para reclamar la propiedad de su negocio e invocar la inmunidad soberana frente a los tribunales estatales. En febrero de 2016, fue detenido y acusado de cargos penales federales presentados en el Tribunal de Distrito de los Estados Unidos para el Distrito Sur de Nueva York en relación con su propiedad y su papel de control en varias operaciones de préstamos de día de pago que se descubrió que habían cobrado tasas de interés ilegales en violación de las leyes RICO y TILA. Tucker fue condenado por realizar préstamos ilegales de día de pago y por asociación ilícita en octubre de 2017; actualmente cumple una condena de 16 años y 8 meses en una prisión federal.
Comenzó su carrera como piloto en 2006, sobre todo compitiendo en la American Le Mans Series y en el United SportsCar Championship para su Level 5 Motorsports.
La historia de la caída en desgracia de se relata en el segundo episodio del documental producido por Netflix, Dirty Money, titulado Payday, que dirigió Jesse Moss.

## Chantaje, negocios y préstamos de día de pago
En 1991, fue condenado por tres delitos graves, entre ellos fraude postal y declaraciones falsas a un banco. Uno de los cargos se derivaba de una falsa empresa de préstamos que dirigía, llamada Chase, Morgan, Stearns & Lloyd, que cobraba a las empresas comisiones por adelantado por préstamos que nunca se concedían. Fue encarcelado durante un año en la prisión federal de Leavenworth.
Fue director general de AMG Services, una empresa de préstamos de día de pago que, según se descubrió, cobraba comisiones no declaradas e infladas y utilizaba entidades tribales en un intento de violar las leyes estatales sobre préstamos.
En abril de 2012, la Comisión Federal de Comercio presentó una demanda civil contra AMG Services, y otras personas, alegando que AMG se dedicaba a tácticas comerciales ilegales. En mayo de 2014, un gran jurado estadounidense citó a AMG Services en el marco de una investigación penal llevada a cabo por la oficina del fiscal federal de Manhattan, Preet Bharara, que supuestamente buscaba posibles violaciones de los estatutos que cubren el fraude electrónico, el blanqueo de dinero y el chantaje.
En septiembre de 2016, un juez federal de distrito ordenó a y a otros acusados el pago de una sentencia récord de 1.266 millones de dólares por "engañar a los consumidores de todo el país y cobrarles ilegalmente comisiones no reveladas e infladas". También se le prohibió el negocio de los préstamos al consumo. En enero de 2015, AMG Services y MNE Services Inc. acordaron resolver los cargos con la Comisión Federal de Comercio mediante el pago de una multa de 21 millones de dólares, así como la renuncia a otros 285 millones de dólares en cargos que fueron evaluados pero no cobrados.
En febrero de 2016, fue acusado y detenido por varias infracciones penales en virtud de las leyes RICO y TILA por actos relacionados con su participación en una serie de operaciones de préstamos de día de pago. El 13 de octubre de 2017, fue condenado por 14 cargos, incluyendo la realización de préstamos ilegales de día de pago y el crimen organizado.
Fue acusado en diciembre de 2017 por presentar una declaración de impuestos falsa. El fiscal de los Estados Unidos para Kansas alega que creó una venta falsa de su negocio de préstamos de día de pago a la tribu india de Miami de Oklahoma por 120.000 dólares mientras seguía controlando el negocio. La acusación alega que no declaró más de 117,5 millones de dólares en ingresos en 2009 y 2010. El contador de impuestos también fue acusado. Se calcula que ganó 380 millones de dólares con su organización de préstamos de día de pago, que se aprovechó de las leyes de inmunidad soberana de los nativos americanos como resquicio para ofrecer préstamos de día de pago en estados en los que son ilegales. La organización, que operaba con nombres como Ameriloan, Cash Advance, One Click Cash, United Cash Loans y 500 FastCash, empleaba a unas 600 personas y concedía préstamos con condiciones que incluían renovaciones y comisiones, así como tipos de interés de hasta el 700% anual. La mayoría de estos préstamos se concedían a personas con bajos ingresos.
Blaine y Joel Tucker, sus hermanos, también estaban involucrados en los préstamos de día de pago y se enfrentaron a cargos penales por sus actividades. Blaine Tucker se suicidó en 2014, mientras que Joel Tucker recibió una sanción civil de 4 millones de dólares de la Comisión Federal de Comercio por vender carteras de préstamos de día de pago falsas a cobradores de deudas. En julio de 2020, Joel aceptó declararse culpable de transporte interestatal de dinero robado, fraude de bancarrota y evasión de impuestos. Se enfrentaba a posibles condenas de cinco, cinco y diez años por los tres cargos tras el acuerdo. Las organizaciones dejaron de funcionar después de que él y su abogado Timothy Muir fueran acusados en un tribunal federal de Manhattan. Fueron condenados por 14 cargos de chantaje, fraude electrónico, blanqueo de dinero y delitos de la Ley de Veracidad de los Préstamos el 13 de octubre de 2017.
En septiembre de 2018, la Comisión Federal de Comercio comenzó a emitir casi 1,2 millones de cheques por un total de más de 505 millones de dólares a las víctimas del esquema de préstamos de día de pago. El dinero procede de una sentencia judicial civil de 1.300 millones de dólares que la FTC obtuvo y su empresa AMG Services Inc. Sin embargo, a petición del Tribunal Supremo de los Estados Unidos en el caso AMG Capital Management, LLC contra la FTC, el Tribunal dictaminó por unanimidad en abril de 2021 que la FTC no tenía autoridad en virtud del Congreso para solicitar una reparación equitativa, y revocó la decisión del Noveno Circuito.
Actualmente, está cumpliendo una condena de 16 años y 8 meses, y su abogado Tim Muir está cumpliendo una condena de 7 años. El número de recluso de es 06133-045 y está previsto que salga de la cárcel el 4 de marzo de 2032.

## Carrera deportiva

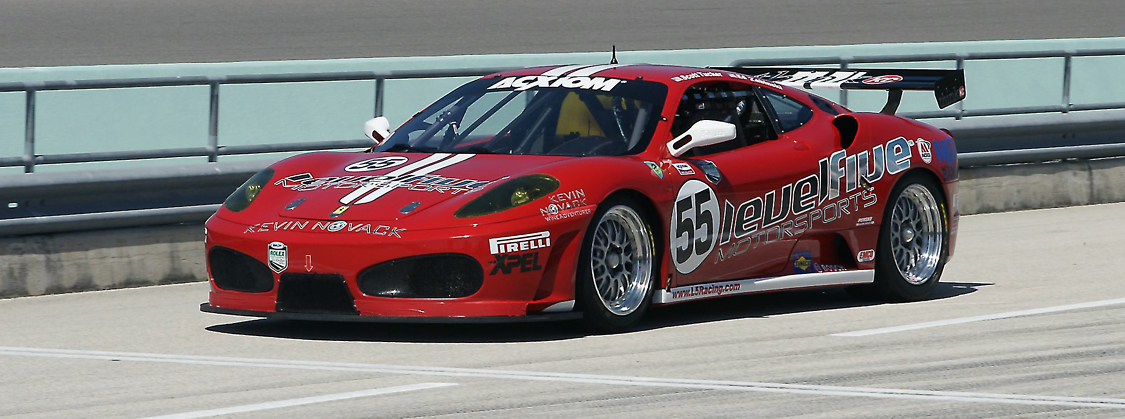
Scott Tucker conduciendo un Ferrari Crawford GT.

Utilizó el dinero de su negocio de préstamos de día de pago para financiar sus hazañas como piloto de carreras aficionado y propietario de un equipo.

### Serie de coches deportivos Rolex

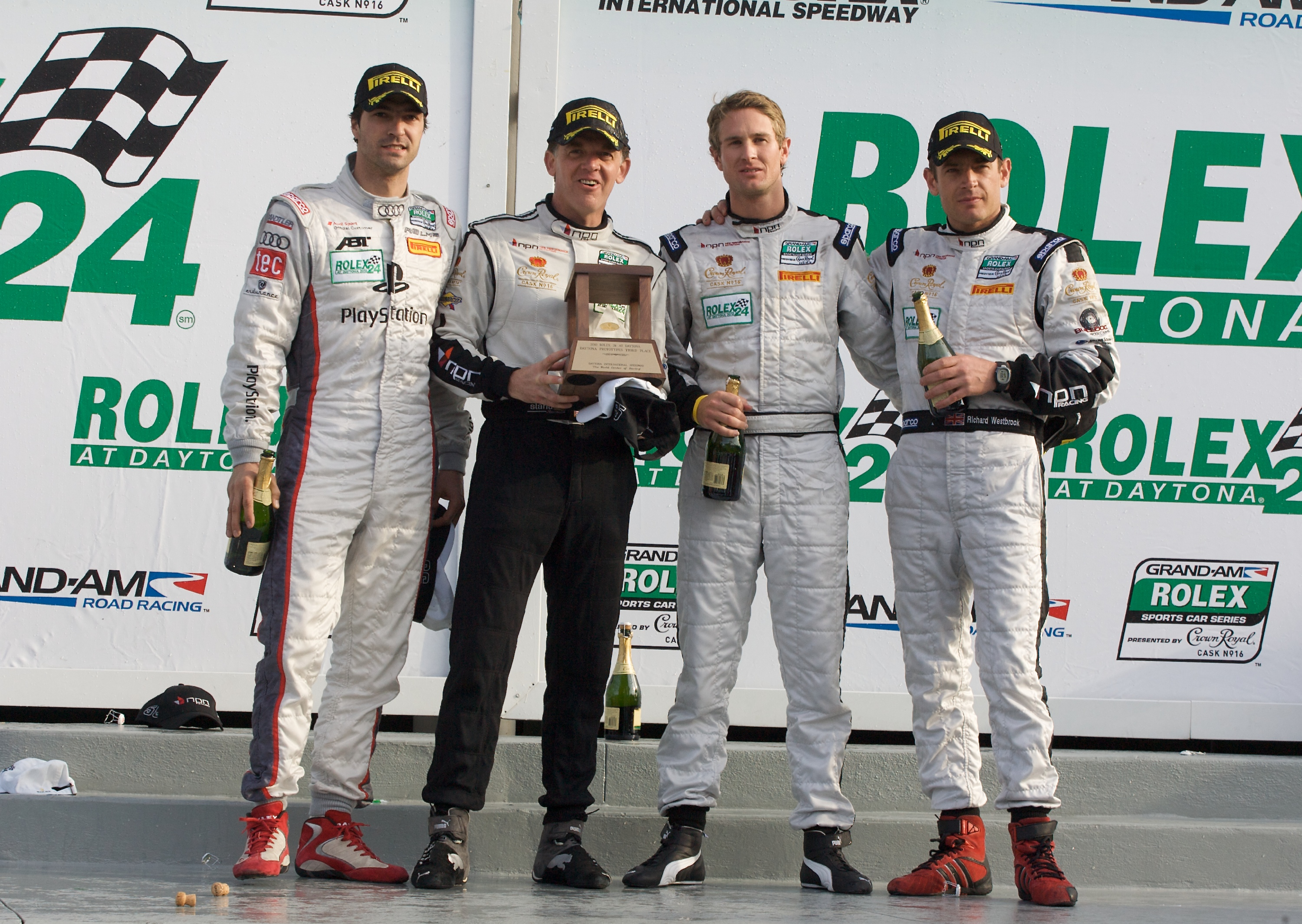
Tucker con los copilotos Richard Westbrook, Ryan Hunter-Reay y Lucas Luhr en Daytona.

Comenzó a competir en la Grand-Am Rolex Sports Car Series en una temporada parcial durante el año 2007. En 2008, debutó en la Rolex 24 de Daytona conduciendo un Porsche TRG Grand-Am GT en las Rolex Series junto a Ed Zabinski, Jack Baldwin, Martin Ragginger y Claudio Burton. El equipo terminó en el puesto 28 de la clase debido a un fallo del motor en la hora 20 del evento. Después de la Rolex 24, inscribió a Level 5 Motorsports en 3 carreras adicionales con Ed Zabinski en la Rolex Series.
En 2009, formó equipo con el piloto francés de coches deportivos Christophe Bouchut y consiguió el mejor resultado de su carrera, un tercer puesto en el Watkins Glen International.
Condujo ambos coches en el Homestead-Miami Speedway, formando equipo con Bouchut en el coche n.º 55. En 2010, incorporó a su equipo al cuatro veces campeón de la Champ Car World Series Sébastien Bourdais, Richard Westbrook, Sascha Maassen, Lucas Luhr, Ryan Hunter-Reay y Emmanuel Collard para la 48.ª edición de la Rolex 24 At Daytona. Su progreso y Level 5 en la carrera formó parte de un documental titulado Daytona Dream. El documental fue producido por Drive Digital Media, una empresa en la que él era inversor.

### American Le Mans Series
Compitió en la American Le Mans Series en 2010 junto con su campaña en la Rolex Sports Car Series, esta vez inscrito en la clase Le Mans Prototype Challenge (LMPC). Al igual que en la Rolex, dividió las tareas de conducción entre ambos coches de nivel 5. Junto con Bouchut y su nuevo compañero de equipo Mark Wilkins, ganó las 12 Horas de Sebring en la categoría LMPC. El trío siguió ganando otras tres carreras durante la temporada, en Laguna Seca, Miller y Mid-Ohio. Ganó el campeonato de la clase LMPC y fue nombrado Novato del Año de las American Le Mans Series.
Al pasar a la categoría LMP2 para 2011, él y su Level 5 Motorsports obtuvieron un nuevo prototipo Lola-Honda. Formó parte del equipo ganador en las 12 Horas de Sebring. Debido a la falta de competidores en la clase LMP2 de las American Le Mans Series, Level 5 se concentró en las rondas de la Intercontinental Le Mans Cup en Europa.
Su Level 5 volvió a Estados Unidos y ganaron tres carreras de la American Le Mans Series de final de temporada, incluida la Petit Le Mans con su nuevo HPD ARX-01.
En 2012, él y Level 5 se embarcaron en una campaña de temporada completa en la categoría P2 de la ALMS con dos nuevos HPD ARX-03bs. Consiguió 8 victorias en su categoría para proclamarse campeón de P2 en 2012.
En 2013, consiguió su cuarto campeonato de pilotos de la ALMS tras conseguir ocho victorias en diez carreras.

### Campeonato United SportsCar
Ganó las 24 horas de Daytona de 2014 en la clase GT Daytona con el Ferrari 458 Italia GT3 n.º 555 de Level 5 Motorsports, con sus copilotos Jeff Segal, Townsend Bell, Bill Sweedler y Alessandro Pier Guidi, a pesar de que el coche había sido penalizado inicialmente por un contacto evitable en los últimos compases de la carrera. La IMSA revirtió la decisión más de cuatro horas después de la carrera, declarando al coche n.º 555 ganador en GTD.

### 24 Horas de Le Mans
Él y su compañero de equipo en Level 5, Christophe Bouchut, pudieron formar parte de la alineación de pilotos del equipo alemán Kolles para las 24 Horas de Le Mans de 2010, conduciendo uno de los dos Audi R10 TDI con motor diésel. Los dos, a los que se unió el francés Manuel Rodrigues, no lograron terminar la carrera.
En 2011, consiguió el primer podio de su carrera en Le Mans, al combinarse con los copilotos Christophe Bouchut y João Barbosa en el Lola B11/80 Honda Coupe de Level 5 Motorsports para conseguir un tercer puesto en LMP2. El resultado se produjo en la primera carrera de Level 5 como participante en la carrera.
En 2012, compitió en LMP2 y terminó 14.º. Su equipo terminó 13.º en LMP2 durante las 24 horas de Le Mans de 2013.

### SCCA
En 2012, fue el poseedor del título nacional en el D Sports Racing conduciendo un West, reclamando la vuelta récord de la SCCA en Road America con un tiempo de 1:58.997. West Race Cars fue adquirida por Level 5 en 2011, y esta empresa invirtió importantes recursos y dinero para construir el coche que batió el récord.

## Vida personal
Creció en Kansas City, Misuri, y estudió en el instituto Rockhurst. Estudió administración de empresas en la Universidad Estatal de Kansas. Está casado con su esposa Kim y tiene dos hijas.